# Sacramentarium van Tyniec

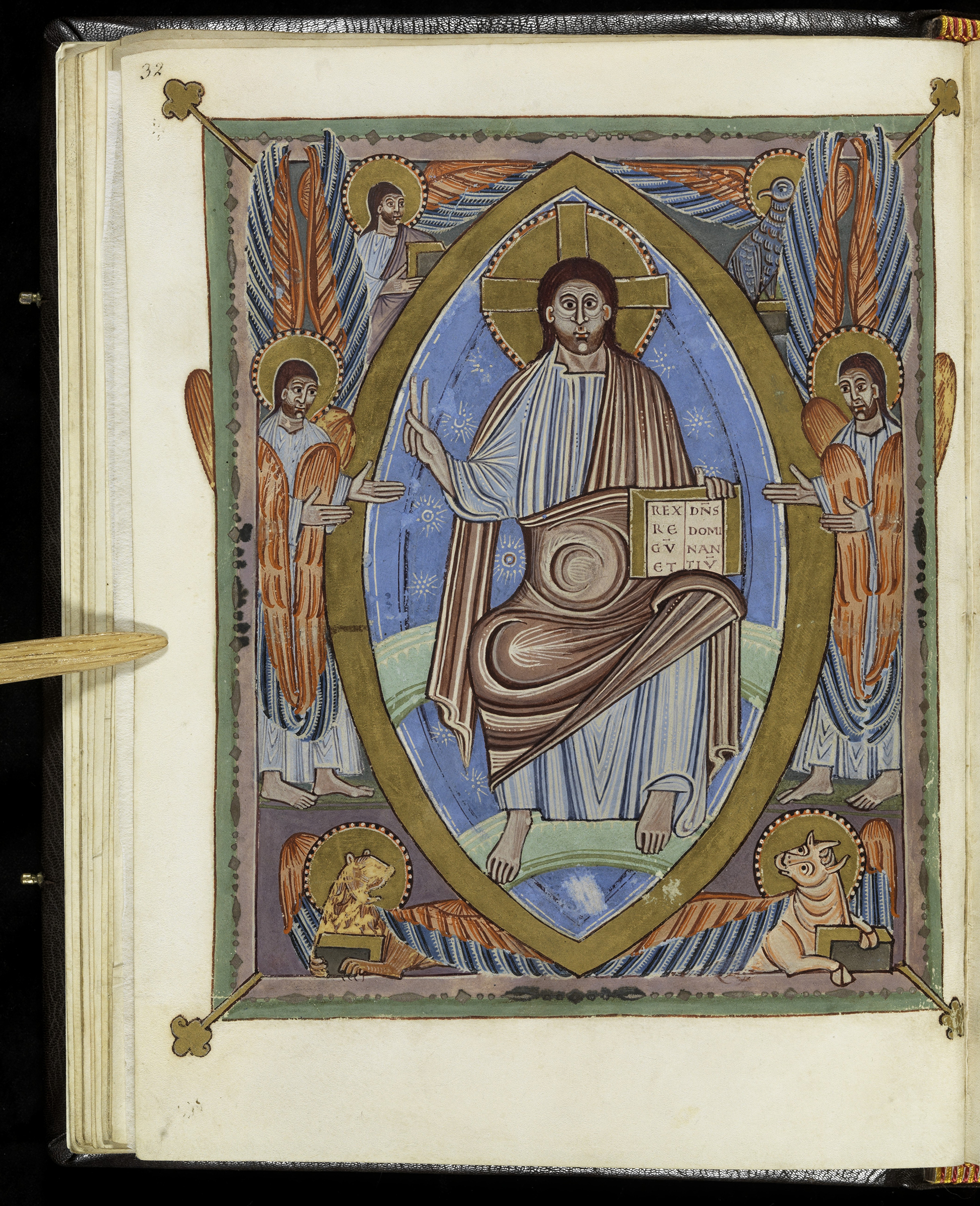
Sacramentarium van Tyniec: Majestas Domini

Het Sacramentarium van Tyniec (Pools: Sakramentarz tyniecki) is een van de oudst bewaard gebleven verluchte codexen in Polen. Het dankt zijn naam aan de Benedictijnse abdij van Tyniec, waarin het tijdens de middeleeuwen werd opgeborgen.
Het rijk versierde Ottonische manuscript is waarschijnlijk tussen 1060-1070 in het aartsbisdom Keulen vervaardigd. Het manuscript bevat gebeden voor de priester ter viering van de mis en bevat tevens de oudste muzieknotatie in chironomische vorm in Polen. De codex heeft 34 pagina's geschreven in gouden en zilveren letters op paars getint perkament, twee pagina's met figuratieve miniaturen en twee pagina's met gevlochten initialen.
Het was een van de eerste liturgische manuscripten die in Polen is verschenen, waar het via Aaron van Krakau aan het abdij van Tyniec is aangeboden. In de 17e eeuw is het manuscript gerestaureerd en de huidige boekbinding stamt dan ook uit die periode. Het manuscript is in 1818 aan de Zamoyski bibliotheek geschonken en in 1992 geconserveerd.
De codex is momenteel onderdeel van de collectie van de Nationale Bibliotheek van Polen.